# Junction City (Oregon)
Junction City è una città degli Stati Uniti, situata in Oregon, nella contea di Lane.